# 八門彎貝介
八門彎貝介（学名：Loxoconcha bamen）为彎貝介科彎貝介屬下的一个种。